# Dennis N-Type
Dennis N-Type — малотоннажный пожарный автомобиль, выпущенный в 1905 году на заводе Dennis Specialist Vehicles.

## Особенности
Шасси Dennis N-Type сделано из стали. Водяной насос — центробежный. Рулевое колесо автомобиля двухстороннее.
Большинство первых автомобилей производилось на шасси Dennis N-Type до конца 1920-х годов.